# Centre d'hébergement et d'accueil d'urgence humanitaire de Sangatte
Le Centre d'hébergement et d'accueil d'urgence humanitaire (CHAUH) de Sangatte, plus communément appelé Centre de Sangatte est un lieu d'accueil temporaire de réfugiés situé sur la commune de Sangatte dans le département du Pas-de-Calais. Le Centre de Sangatte voit le jour en septembre 1999 à l'initiative du gouvernement français afin de faire face à l'afflux de migrants du Kosovo alors en guerre souhaitant immigrer en Grande-Bretagne. Le 5 novembre 2002, la fermeture du centre est ordonnée par Nicolas Sarkozy alors ministre de l'Intérieur et il est finalement détruit en décembre 2002. Entre 65 et 70 000 personnes auraient transité par le Centre entre 1999 et 2002. 

## Contexte migratoire dans le Calaisis

### Accueil des migrants

#### Occupation des terminaux de transport
Dès la fin des années 80, les premières tensions migratoires apparaissent dans la région de Calais où se trouvent les terminaux de transport permettant de rejoindre la Grande-Bretagne par ferry ou le tunnel sous la Manche. Les étrangers en situation irrégulière découverts en Grande-Bretagne étaient reconduits en France par voie de bateau où il ne leur était pas non plus permis de rester sur le territoire. C'est à partir de cette période que la situation des migrants tentant de traverser la Manche a attiré l'attention d'associations humanitaires. 
La situation empire après la chute du Mur de Berlin ; des migrants en provenance d'anciens pays du bloc soviétique tentent de se rendre en Grande-Bretagne où ils n'ont théoriquement plus besoin de visa. Certains d'entre-eux sont refoulés au poste de frontière de Douvres alors qu'ils disposent de papiers en règle. Ils sont alors reconduits en France où il patientent pendant plusieurs semaines dans les terminaux portuaires de Calais. Au milieu des années 90, une cinquantaine de familles occupent les bâtiments portuaires. Au cours de l'année 1998, la Police aux frontières française a ainsi arrêté 1 450 migrants yougoslaves, 500 migrants sri lankais, 300 somaliens, 200 turcs, 180 albanais, 170 roumains et 150 algériens. A l'automne 1998, la Croix Rouge française et la sous-préfecture de Calais envisagent la création d'un hébergement d'urgence afin de faire face à la venue des migrants qui n'aboutira finalement pas.  
En 1999, la situation migratoire empire à Calais avec le début du conflit au Kosovo qui entraîne la venue de nombreuses familles fuyant la guerre. Les migrants continuent de s'entasser dans les terminaux qui ne disposent pas des infrastructures permettant de les accueillir de manière descente. Pressée par la Chambre de Commerce et d'Industrie, propriétaire des lieux, la Préfecture émet un arrêté le 23 avril 1999 stipulant que « toute utilisation des parties publiques du Terminal Transmanche du Port de Calais à des fins autres que le
trafic de voyageurs est INTERDITE ». Les migrants se dispersent alors dans les rues de Calais. 

#### Structures et camps éphémères
En avril 1999, des militants associatifs rencontrent le sous-préfet qui décidé, en accord avec la Chambre de Commerce et d'Industrie, de réquisitionner un hangar dont cette dernière est propriétaire. Le hangar Bore offre ses portes tous les soirs à 18h le soir jusqu'à 9h le matin. Créé pour accueillir 80 personnes, le hangar Bore verra sa capacité rapidement passer à près de 200 personnes certains soirs. C'est l'association La Belle Étoile qui est chargée de la gestion du centre, en partenariat avec d'autres associations et le Centre Communal d'Action Sociale (CCAS) de Loon-Plage qui distribue des repas le soir aux migrants. Le 4 juin 1999, le hangar Bore est brusquement fermé par la sous-préfecture. Les associations tentent de reloger les migrants dans des foyers ou des hôtels mais une majorité d'entre-eux retourne errer dans les rues de Calais. De nombreux migrants se retrouvent alors dans le parc Saint Pierre à Calais construisant des abris précaires avec des matériaux récupérés,. 
En août 1999, la Préfecture décide finalement de l'ouverture de trois nouveaux lieux d'accueil provisoires: le centre Léonie Chaptal, le centre de loisir municipal de Calais et l'ancienne usine d'Eurotunnel qui deviendra le Centre de Sangatte. Le centre Léonie Chaptal prévu pour accueillir une cinquantaine de personnes accueille finalement près de 65 personnes dès le premier soir et est rapidement saturé. Le centre de loisir est lui chargé d'accueillir les étrangers en situation irrégulière refoulés à la frontière. L'ancienne usine d'Eurotunnel est elle d'abord gérée par une association de Loon-Plage, l'Association pour la Prévention et une Meilleure Citoyenneté des Jeunes (APMCJ), qui met en place un contrôle strict des entrées. Certains militants associatifs comparaient le lieu à un « centre de rétention » plutôt qu'un lieu d'hébergement. Le hangar est finalement brusquement fermé à la fin août 1999 et les familles installées sont déplacées dans les autres lieux d'hébergement ou se réfugient dans les rues de Calais.  

#### Ouverture du Centre
Le Centre de Sangatte ouvre ses portes le 24 septembre 1999 et sa gestion est confiée par le ministère de l'Emploi et de la Solidarité à la Croix Rouge française. Il dispose à son ouverture d'une capacité de 200 places.  
Selon la Croix-Rouge française, 67 611 migrants ont transité par le Centre de Sangatte pendant toute la durée de son ouverture.   

## Caractéristiques du centre

### Localisation
Le Centre se situe à la lisière de la commune de Sangatte, à une dizaine de kilomètres de Calais où se trouvent les terminaux de transport permettant de traverser la Manche. Il est installé dans une ancienne usine appartenant à l'entreprise Eurotunnel utilisée pour la construction de voussoirs, pièce métallique en arc de cercle constituant la charpente du tunnel sous la Manche.

## Fermeture du centre

### Procédures judiciaires
En août 2001, la société Eurotunnel propriétaire du hangar réquisitionné par l'État français en 1999 saisit le Tribunal administratif de Lille pour annuler l'arrêté préfectoral réquisitionnant le lieu. François Borel, porte-parole d'Eurotunnel explique alors : « Nous sommes une entreprise privée, la lutte contre l'immigration clandestine n'est pas de notre ressort ». En septembre 2001, la société est déboutée.
Eurotunnel saisit une nouvelle fois la justice en janvier 2002 à la suite de plusieurs assauts de migrants justifiant « un lien de causalité entre la proximité du centre et les perturbations » et réclame le déplacement du Centre. La société estime avoir perdu 32 millions d'euros de chiffre d'affaires en 2001 à la suite de ces intrusions répétées. 
La société était condamnée à une amende de 2 000£ lorsqu'un migrant illégal était découvert à bord de ses trains sur le territoire britannique. Elle avait été ainsi condamnée à payer 560 000£ d'amende en 2002. Saluant les efforts d'Eurotunnel pour la sécurisation de ses infrastructures, le gouvernement britannique a finalement levé ces pénalités en février 2002.

### Accords gouvernementaux
En juillet 2002, les gouvernements français et britanniques décident de la fermeture du Centre pour la fin du premier trimestre 2003 au plus tard.   
Le 28 septembre 2002, un accord tripartite entre le gouvernement afghan, britannique et français prévoit le rapatriement volontaire des migrants afghans vers leur pays d'origine avec une aide financière à la réinsertion de 2 000€. Le Haut Commissariat aux Réfugiés est alors chargé de recenser les migrants candidats au départ. Ces derniers jugent le montant insuffisant au regard des sommes dépensées pour effectuer leur voyage jusqu'à Sangatte estimée entre 5 000€ et 10 000€. Ils ne souhaitent pas revenir dans un pays qu'ils considèrent comme toujours en guerre et dangereux. Finalement, seulement une quinzaine de migrants afghans ont demandé à retourner dans leur pays.   
Une fois la fermeture du centre annoncée, des agents de sécurité d'une entreprise privée commencèrent en octobre 2002 à recenser les migrants résidant dans le centre. Le 5 novembre 2002, on recense 5 000 réfugiés d'une quarantaine de nationalités dans le centre. Les irakiens, à majorité kurde, représentaient près de 60 % des migrants transitant par le centre et les afghans seulement 15 % alors qu'ils représentaient près de la moitié des migrants auparavant. Seulement 1/3 des migrants recensés vivaient effectivement dans le Centre.     
Le 2 décembre 2002, Nicolas Sarkozy se rend en Grande-Bretagne et rencontre son homologue David Bunkett ainsi que le Premier ministre Tony Blair. Les gouvernements français et britanniques s'accordent alors sur les modalités du démantèlement du Centre initialement prévu en avril 2003. A l'issue de cette visite, Nicolas Sarkozy annonce la fermeture du Centre de Sangatte pour le 30 décembre 2002. L'accord prévoit que près d'un millier de réfugiés kurdes irakiens et entre 200 et 300 réfugiés afghans qui ont déjà de la famille en Grande-Bretagne puissent y être accueillis et disposer d'un permis de travail d'un durée de trois mois. Ils constituent 80 % des migrants présents sur le Centre. Les 300 à 400 réfugiés restants sont autorisés à rester sur le territoire français et ont reçu un titre de séjour ainsi qu'une autorisation de travail. Finalement, 1 100 migrants irakiens et afghans furent accueillis en Grande-Bretagne et 400 migrants de différentes nationalités furent autorisés à rester sur le territoire français. De son côté, le gouvernement britannique annonce le durcissement des conditions d'accès au droit d'asile et la fin du régime de protection spécifique dont bénéficiaient les réfugiés afghans (permission de séjour exceptionnelle ainsi qu'un permis de travail).  
Le 30 décembre 2002, le hangar abritant le Centre est restitué à son propriétaire, la société Eurotunnel.